# Vilifier
Vilifier ist eine australische Death-Metal-Band aus Brisbane, die 2007 gegründet wurde.

## Geschichte
Die Band wurde im Jahr 2007 gegründet. Nach einem ersten Demo Mitte 2011 namens Rehearsal MMXI schloss sich Mitte 2012 über Supremacy Through Intolerance Records das Live-Album Ritual Onslaught MMXII an. Im folgenden Jahr erschien die Split-Veröffentlichung Oldenfiend / Serpent mit Lustration sowie über Crawling Chaos Productions die EP Ritual Obscuration. Momentan pausiert die Gruppe auf unbestimmte Zeit.

## Stil
Laut Brian Giffin in seiner Encyclopedia of Australian Heavy Metal spielt die Band wilden Old-School-Death Metal. Dustin Ekman befand auf crownofviserys.wordpress.com, dass auf Ritual Obscuration klassischer verdorben klingender Death Metal enthalten ist. Die Riffs seien einfach gehalten und die E-Gitarren sowie der Bass hätten einen schmutzigen Klang. Das Schlagzeug sei aggressiv und die EP habe insgesamt eine Lo-Fi-Produktion. Auf dem Tonträger seien auch Einflüsse aus dem Black Metal und gelegentlich aus dem Death Doom enthalten. Auffallend sei auch der Gesang, der an Tod, Zerstörung und Unordnung erinnere. Die EP sei für Fans von Darkthrone, Gravehill, Corpsessed, frühen Gorefest oder auch Asphyx geeignet. Michael Kujawska von voicesfromthedarkside.de rezensierte die EP ebenfalls und schrieb, dass die Band selbst ihre Musik als „Ancient Barbaric Death Metal“ bezeichnet. Er fühlte sich beim Hören der Musik an Darkthrone im Jahr 1991 erinnert. Dabei klinge die Gruppe nicht wie eine Kopie, jedoch hätten beide Gruppen gemeinsam, dass sie Death Metal spielen, aber nicht mit dem klassischen Klang des Genres vertraut seien. Die Produktion sei roh und passe eher zu einer Black-Metal-Gruppe. Das Schlagzeugspiel verzichte auf Blastbeats und Doublebass. Die Gruppe habe als Death-Metal-Band angefangen und bewege sich nun, ähnlich wie Darkthrone, mehr gen Black Metal. Auch der Gesang erinnere eher an dieses Genre. Die Musik bewege sich meist im mittleren Geschwindigkeitsbereich und weise neben Black-Metal-Einflüssen auch Einflüsse des finnischen Death Metals auf.

## Diskografie
- 2011: Rehearsal MMXI (Demo, Eigenveröffentlichung)
- 2012: Ritual Onslaught MMXII (Live-Album, Supremacy Through Intolerance Records)
- 2013: Oldenfiend / Serpent (Split mit Lustration, Supremacy Through Intolerance Records)
- 2013: Ritual Obscuration (EP, Crawling Chaos Productions)